# Халип, Ирина Владимировна
Ири́на Влади́мировна Хали́п (бел. Ірына Халіп; род. 12 ноября 1967, Минск) — советская и белорусская журналистка.

## Биография
Родилась в Минске. В 1989 году окончила факультет журналистики Белорусского государственного университета имени В. И. Ленина.

### Карьера
- 1989—1990 — корреспондент белорусской молодёжной газеты «Чырвоная змена»[1].
- 1990—1994 — корреспондент журнала «Парус».
- В 1992 году стала финалисткой конкурса «Мисс пресса»[1][2][3][4][5].
- 1993—1995 — корреспондент газеты «Советская Беларусь»[2].
- 1995—1999 — корреспондент, затем главный редактор газеты «Имя»[1][2].
- 1999—2000 — заместитель главного редактора «Белорусской деловой газеты»[1][2].
- С 2000 года — руководитель отдела спецпроектов «Белорусской деловой газеты», до закрытия издания в 2006 году. Одновременно является собственным корреспондентом российской «Новой газеты» в Беларуси.
- Длительное время сотрудничает с Радио «Свобода»[2].

### Общественная деятельность
Задерживалась органами правопорядка Республики Беларусь за участие в несанкционированных демонстрациях и митингах против власти президента Александра Лукашенко. Была задержана вместе с мужем Андреем Санниковым в ночь с 19 на 20 декабря 2010 года после участия в не санкционированной властями демонстрации против предполагаемой фальсификации итогов президентских выборов. Предъявлено обвинение в организации беспорядков. 11 января 2011 года Amnesty International признала Ирину Халип вместе с ещё 14 белорусскими активистами и журналистами узником совести.

### Судебный иск
11 апреля 2005 года заместитель редактора «Белорусской деловой газеты» Ирина Халип и частное унитарное предприятие «Марат» (издательская фирма) были признаны Октябрьским районным судом Минска виновными в оскорблении чести и достоинства гражданина США Аркадия Мара с выплатой истцу компенсации в размере 10 миллионов белорусских рублей (более 4,5 тысяч долларов США по действующему на тот момент официальному курсу НБ РБ). 27 июня 2005 года Минский городской суд подтвердил решение районного суда.
Согласно исковому заявлению, истец, требовавший от журналистки компенсацию в размере одного миллиона долларов США, был оскорблён следующими предложениями в статье И. Халип «В Оклахоме так и не узнают про Лукашенко»: «Искать лохов на просторах бывшего СССР и разводить их на бабки — его маленький бизнес» и «Лукашенко — третья жертва пиар-лохотронщика». Статья И. Халип в «Белорусской деловой газете» была написана по следам скандала, вспыхнувшего после интервью, взятого А. Маром у президента РБ Александра Лукашенко для американской газеты «Русская Америка» и долго цитировавшегося государственной прессой Беларуси. Но вскоре оказалось, что речь идёт не о популярной газете «Русская Америка» из штата Оклахома, а об одноимённом издании из штата Нью-Йорк.

## Семья
Отец, Владимир Трофимович Халип, — белорусский киносценарист, драматург, литератор и публицист. Мать, Люцина Юрьевна Бельзацкая, — еврейка по национальности, уроженка Варшавы. Дед по матери — известный польский и белорусский композитор Юрий Бельзацкий.
Муж — белорусский политик и бывший дипломат Республики Беларусь, кандидат в президенты Андрей Санников.
Сын — Даниил, родился 15 мая 2007 года.

## Награды и премии
- Премия имени Дмитрия Завадского «За мужество и профессионализм» (2004)[9].
- Премии Всероссийского конкурса «Вместе!»-2005. В номинации «Миграция: собственное расследование».
- Премия журнала «Тайм» «Герой Европы» в номинации «Храброе сердце» (2005)[10].
- Награда «За мужество в журналистике[англ. упрощ.]» (2009)[11].
- Премия Союза журналистов России «Золотое перо России» (2011) — «за цикл публикаций о внесудебных расправах в Беларуси и рубрику „Дневник кандидата в первые леди“»[12].